# Vice
Vice és la major revista juvenil (i gratuïta) del món, coneguda pel seu controvertit enfocament en àrees tals com: art, societat i política. També disposa de VBS, una televisió online amb Spike Jonze com a director artístic i amb presentadors de la talla d'Ian Svenonious (Nation of Ulysses, The Make-Up). I també és un segell musical en el catàleg del qual trobem gent com Black Lips, Boredoms, Justice, Chromeo, Dark Meat, King Khan And The Shrines o The Streets. I una productora de pel·lícules, com la premiada Heavy Metal In Baghdad. I una editorial de llibres, com The Vice Guide to Sex and Drugs and Rock and Roll o True Norwegian Black Metal. I fins i tot és propietària de The Old Blue Last, un pub victorià a Londres en el qual Arctic Monkeys va fer els seus primers pasos. El projecte va començar fa 15 anys com un fanzine punk amb el qual una colla de persones de Montreal justificaven el cobrament d'un subsidi.

## Història
Vice va ser fundada a Mont-real per un grup de joves aturats amb fons del govern destinats a proveir treball i serveis comunitaris. Suroosh Alvi, Shane Smith i Gavin McInes van llançar el 1994 Voice of Montreal. Quan els editors van saldar els seus deutes amb l'editor original, Alix Laurent, van comprar la seva part de la revista i es van canviar el nom a Vice el 1994, i per a major difusió, reconeixement i suport publicitari es van mudar a la ciutat de Nova York el 1999.

## Continguts
Els sempre subversius continguts de la revista en parlar sobre temes tabú, l'han guanyat l'odi dels sectors més conservadors de la societat. Articles com ara "The Vice Guide to Shagging Muslims" o "Bukkake On My Face: Welcome to the Ancient Tradition of the Japanese Facial" l'han portat a ser censurada en un bon nombre de campus universitaris.
Un dels treballs més premiats i imitats per altres revistes són les crítiques de moda de la secció "Dues and Dont's", que mostra fotografies de gent acompanyades per un text a vegades absurd, però que crea acudits hilarants. El seu èxit ha portat a realitzar un recull de les millors critiques de moda urbana al "Do's and Dont' s Book".
En els últims anys el contingut de Vice s'ha vist influït pels nous talents de l'escena independent i la cultura pop que ha provocat que la manera de cobrir certs temes sigui més seriosa, encara que mantingui el mateix esperit irreverent i ironia original. L'estil de molts dels seus articles s'acosta al de l'escola de periodisme Immersionista, que va en contra de gran part dels mètodes d'investigació practicats pels mitjans de comunicació convencionals. S'han escrit nombres enters en aquest nou estil.

## Edició espanyola
Vice compta amb una edició en castellà. L'any 2006 es va activar la pàgina web viceland.com/es i el primer número imprès es va llançar a l'estiu del 2007. Les oficines centrals de Vice Espanya es troben a Barcelona.
A Vice Espanya han col·laborat artistes nacionals i internacionals, entre els quals es pot esmentar Rubén Lardín. La revista ha col·laborat en festivals com Primavera Sound.
L'edició espanyola és similar a les d'altres països. També té un bloc.